# Jon Cooksey
Pour les articles homonymes, voir Cooksey.

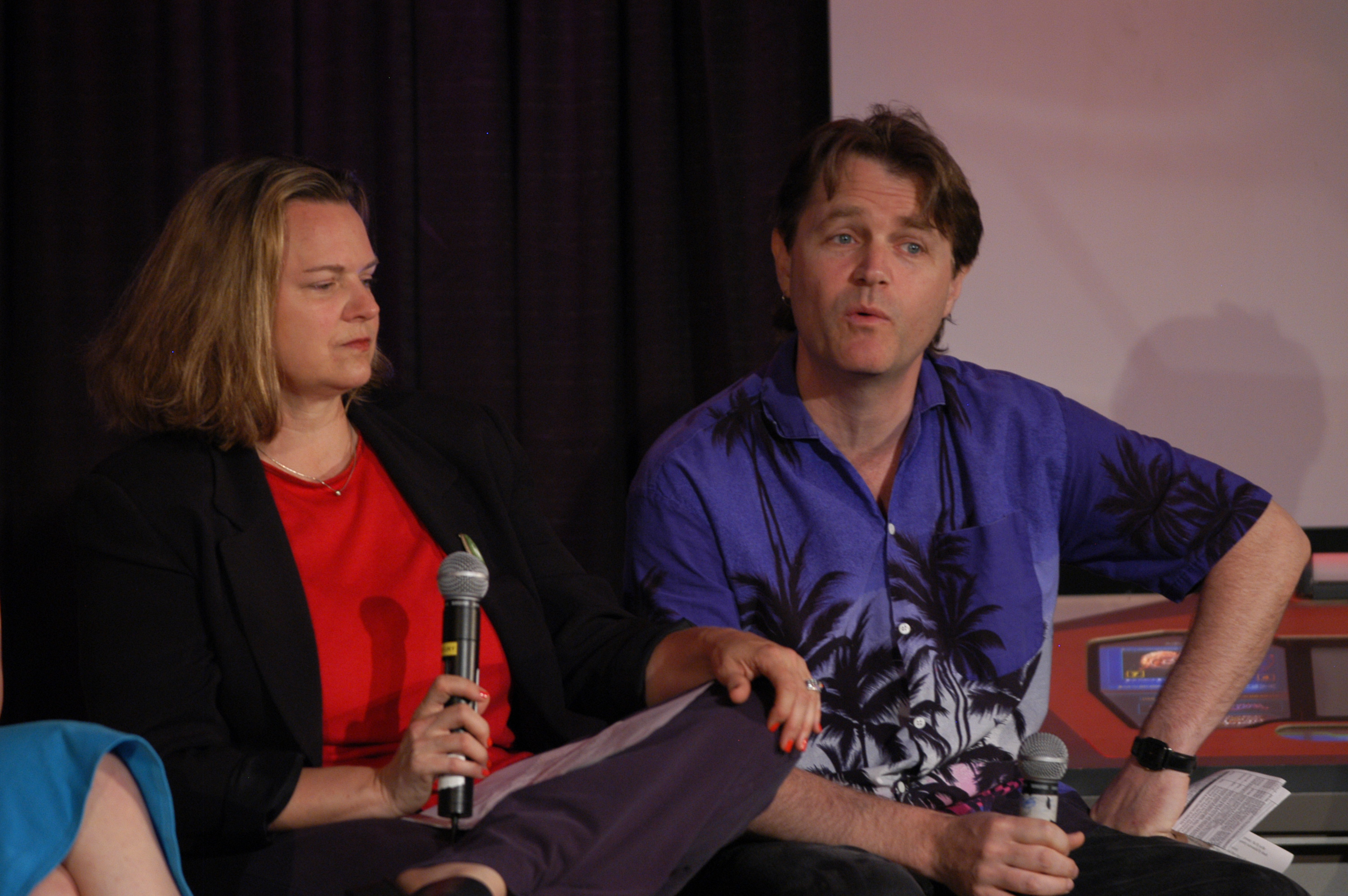
Ali Marie Matheson et Jon Cooksey lors de la convention Gatecon à Vancouver en juillet 2005.

Jon Cooksey est un producteur et scénariste canadien.

## Biographie
Il est marié à la productrice et scénariste Ali Marie Matheson.

## Filmographie

### comme scénariste
- 1996 : Au-delà du réel : L'aventure continue (The Outer Limits) (série télévisée).
- 1997 : A Rugrats Vacation (vidéo).
- 1997 : Les Razmoket (Rugrats) (série télévisée).
- 1998 : Les Sorcières d'Halloween (Halloweentown) (TV).
- 2001 : Les Sorcières d'Halloween 2 (Halloweentown II: Kalabar's Revenge) (TV)
- 2001 : The Santa Claus Brothers (TV)
- 2003 : Before I Say Goodbye (TV)
- 2004 : Le Messager des ténèbres (The Collector) (série télévisée)
- 2009 : The Best Years (série télévisée)

### comme producteur
- 1999 : Aux frontières de l'étrange (So Weird) (série télévisée)
- 2004 : Le Messager des ténèbres (The Collector) (série télévisée)
- 2007 : Nobody (TV)